# Grand Neufpré
Grand Neufpré is een gehucht in de Franse gemeente Aire-sur-la-Lys in het departement Pas-de-Calais. Het ligt ruim anderhalve kilometer ten oosten van het stadscentrum van Aire-sur-la-Lys, langs de weg naar het gehucht Pecqueur. Ten noorden van Grand Neufpré stroomt de gekanaliseerde Leie, ten zuiden het Canal d'Aire. Ten zuiden van dat kanaal ligt het gehucht Petit Neufpré.

## Geschiedenis
Oude vermeldingen dateren uit de 17de eeuw als Le Neufprey. De 18de-eeuwse Cassinikaart duidt de plaats aan als Neuf Pré. Ook de buurt l'Ave-Maria behoorde tot het gehucht.
Door de aanleg van het Canal d'Aire in 1880 werd het grondgebied in twee gesneden in Grand Neufpré ten noorden van het kanaal en Petit Neufpré ten zuiden.
Aire-sur-la-Lys · Garlinghem · Glomenghem · Grand Neufpré · Houleron · La Jumelle · La Lacque · Lenglet · Mississippi · Moulin le Comte · Pecqueur · Petit Neufpré · Rincq · Saint-Martin · Saint-Quentin · Widdebrouck

Lijst van Franse gemeenten · Arrondissement Sint-Omaars · Pas-de-Calais · Hauts-de-France